# Walter Iffland
Walter Iffland (* 14. Juni 1856 in Piotrowo, Kreis Schrimm; † 1899 in Wiesbaden) war ein deutscher Verwaltungsjurist.

## Leben
Iffland besuchte das Gymnasium in Schrimm. Nach dem Abitur studierte er zunächst an der Universität Genf Rechtswissenschaft. Michaelis 1874 bezog er die Schlesische Friedrich-Wilhelms-Universität. Im Sommersemester 1874 wurde er Fuchs im Corps Marcomannia Breslau. Am 9. Juni 1875 recipiert, zeichnete er sich zweimal als Consenior und einmal als Senior aus.
Nach drei Semestern inaktiviert, wechselte er am 1. Mai 1876 an die Friedrich-Wilhelms-Universität zu Berlin. Im Sommer 1878 bestand er das Referendarexamen, im Juni 1884 die Prüfung als Gerichtsassessor.
Er wechselte von der Rechtspflege in die innere Verwaltung Preußens und kam zur Generalkommission (Preußen). Über mehrere Jahre war er Spezialkommissar in Tilsit. Als im Oktober 1892 die Preußische Ansiedlungskommission errichtet wurde, kam Iffland als Regierungsrat zu dieser Behörde. Die genaue Kenntnis der heimatlichen Provinz Posen, insbesondere das eingehende Verständnis für die dortigen landwirtschaftlichen Verhältnisse, machten ihn alsbald zu einem sehr geschätzten Mitglied der Kommission. Seinen Wünschen entsprechend wurde er 1896 zum  Landrat im Kreis Posen-West ernannt. In dem Kreis lag auch das vom Vater ererbte Rittergut Ikrcynki. Iffland war passionierter Jäger.
Er erkrankte an schweren Depressionen. Im November 1899 war er zur Kur in Wiesbaden. Er wohnte  bei einer Witwe Frieda Behn, die in der Abeggstr. 5 eine Familienpension betrieb. Am 13. November 1899 wurde er im Wiesbadener Tennelbachtal tot aufgefunden. Im so genannten Sterbekontrollregister des Standesamts Wiesbaden ist als Geburtsdatum angegeben: 6. Juli 1856, darüber aber mit Bleistift: „14. Juni“ gesetzt, als Todesursache „hat sich erstochen“. Im Sterbeeintrag (Standesamt Wiesbaden 1203/1899) ist als Geburtsort: Piotrowo, Krs. Schrimm, als Wohnort: Posen, kleine Ritterstraße angegeben. Das Sterbedatum ist nicht bekannt. Iffland starb unverheiratet und kinderlos.